# Wilhelm Gontrum
Wilhelm Gontrum (* 24. März 1910 in Schotten; † 13. Oktober 1969 in Lumda) war ein deutscher Politiker der CDU.

## Leben
Nach dem Abitur auf der Oberrealschule in Gießen studierte Gontrum von 1929 bis 1933 Philosophie, Naturwissenschaften, Geschichte, Germanistik und evangelische Theologie an der dortigen Universität. Nach Ablegung beider Examina wurde er 1935 Pfarrer in Watzenborn-Steinberg (bis 1958). Seit 1950 gehörte er der Landeskirchensynode der Evangelischen Kirche in Hessen und Nassau an. 1956 gründete er den Verein Deutsche Familienferienerholung und wurde dessen Präsident. Dieser Verein geriet 1962 in wirtschaftliche Schwierigkeiten und musste von Staat und Kirche saniert und von der Inneren Mission übernommen worden.

## Partei
Gontrum war 1945 Gründungsmitglied der CDU in Gießen. Von 1950 bis 1954 war er stellvertretender Landesvorsitzender der CDU in Hessen. 1961 wurde er Vorsitzender des Bezirksverbandes Mittelhessen. Am 20. September 1962 trat er aus der CDU aus, nachdem ihn der hessische CDU-Landesvorsitzende Wilhelm Fay wegen der Affäre um den Familienferienerholungsverein zum Rücktritt von seinen Ämtern und Mandaten aufgefordert hatte.

## Abgeordneter
Gontrum war ab 1948 Kreistagsabgeordneter im Landkreis Gießen und dort Vorsitzender der CDU-Fraktion. Er gehörte dem Deutschen Bundestag von 1953 bis 1965 an.